# とぐさ壱耶
とぐさ 壱耶（とぐさ かづや、1月2日 - ）は、和歌山県出身の漫画家。血液型はA型。2004年、『ニセモノ気分』でなかよし新人まんが賞佳作を受賞し、『なかよしラブリー』秋の号でデビュー。同期は菊井風見子・ハタノヒヨコ。

## 作品リスト
講談社
- ニセモノ気分（デビュー作、2004年）
- キャンディーズ★（2005年）
- イケイケ! スクール・ライフ（2006年）
- チェンジ（2009年）

KADOKAWA
- 転生王女は幼馴染の溺愛包囲網から逃げ出したい 前世で振られたのは私よね!?（2023年 - 2024年、原作：蓮水涼、キャラクター原案：春が野かおる）